# Zvonice v Borovníku
Zvonice stojí v obci Borovník v okrese Brno-venkov. V roce 1995 byla Ministerstvem kultury České republiky prohlášena za kulturní památkou České republiky.

## Popis
Zvonice stojí na vyvýšeném místě a je dominantou obce. Dřevěná zvonice je zachycena ve stabilním katastru v roce 1835. V průběhu 19. století byla přestavěna na kamennou. Opravována byla v roce 2017.

## Architektura
Zvonice je samostatně stojící zděná hranolová stavba ukončena stanovou střechou, která přechází do čtyřboké lucerny. Lucerna je zakončena stanovou střechou, na níž je cibule s makovicí a jednoramenným křížem. Střecha je krytá plechem. V průčelí obráceném do vsi je prolomeno okno ve vyřezávaném dřevěném rámu s půlkruhovým záklenkem. Pravoúhlý vchod je proražen protějším průčelí.